# أبطخ الفاضل
أبطخ الفاضل (كما تسمى أبطخ تحتاني) قرية سورية تتبع إداريا لناحية القحطانية، منطقة القامشلي، محافظة الحسكة. قرية زراعية صغيرة تقع إلى الجنوب الشرقي من مدينة القامشلي بحدود 40 كلم على طريق خط نقل النفط الواصل بين محطة تل عدس ومصفاة حمص ومصفاة بانياس. بلغ عدد سكانها 735 في إحصاء عام 2004م. أسسها الشيخ فاضل الفارس وهو أحد مشايخ قبيلة زبيد في سورية عام 1936م.